# 疏蓼
疏蓼又名细叶雀翘（学名：Polygonum praetermissum），为蓼科蓼属下的一个种。

## 扩展阅读
維基物種上的相關：疏蓼